# Lucy Teixeira
Lucy Teixeira (Caxias, 11 de julho de 1922 — São Luís, 07 de julho de 2007), foi uma poeta, romancista e contista brasileira.

## Biografia
Bacharela em Direito pela Universidade Federal de Minas Gerais, durante o período em que residiu em Minas Gerais, de 1942 a 1946 ,Lucy participou de atividades literárias com os escritores Otto Lara Resende, Paulo Mendes Campos, Fernando Sabino e Murilo Rubião.
Residiu na Europa como bolsista do governo italiano, tendo retornado para São Luís em meados da década de 40. Lucy mudou-se para o Rio de Janeiro em 1949, mas continuou publicando crônicas em jornais e colaborando com diversos suplementos literários, como é exemplo sua longa atuação no jornal O Imparcial, de São Luís do Maranhão. Participou do grupo Movelaria Guanabara e organizou, junto com Ferreira Gullar, o Congresso Súbito de Poesia. Foi uma das fundadoras do Grupo Ilha, que teve como membros, entre outros, José Sarney e Bandeira Tribuzi. Ocupou importantes cargos públicos, destacando-se o de Diretora da Secretaria do Tribunal de Justiça do Maranhão. Possui uma vasta produção de poesia e prosa ainda inéditas.
Lucy Teixeira foi a quinta mulher a ocupar uma das cadeiras da Academia Maranhense de Letras, sendo eleita em 28 de março de 1978. Na Casa de Antônio Lobo, ocupou a cadeira nº 7, sucedendo Alfredo de Assis Castro , tendo como patrono Gentil Braga, sendo recebida por José Sarney, em 28 de julho de 1979.
É patrona da cadeira número 34 da Academia Ludovicense de Letras (ALL).
Faleceu vítima de complicações decorrentes de uma pneumonia.

## Obras
- Elegia Fundamental (1962)
- Primeiro Palimpseto  (1978)
- No tempo dos alamares & outros sortilégios (1999)
- Destino provisório (2001)